# ورزشگاه بوسان آسیاد
ورزشگاه آسیاد بوسان یا ورزشگاه اصلی آسیاد، این ورزشگاه در شهر بوسان، کره جنوبی قرار دارد. این ورزشگاه برای بازی‌های آسیایی ۲۰۰۲ و همچنین برای بازی‌های جام جهانی ۲۰۰۲ ساخته شد. گنجایش این ورزشگاه ۵۳٬۸۶۴ هزار نفر است.

این ورزشگاه میزبان بازی های خانگی باشگاه بوسان ای‌پارک در رقابت های کی لیگ، کره جنوبی است.

## جام جهانی ۲۰۰۲
ورزشگاه آسیاد بوسان یکی از مکانهای برگزاری بازی های جام جهانی ۲۰۰۲ بود. و مسابقات زیر را برگزار کرده
| تاریخ        | تیم ۱     | نتیجه | تیم ۲         | رقابت    |
| ------------ | --------- | ----- | ------------- | -------- |
| ۱۲ ژوئن ۲۰۰۲ | پاراگوئه  | ۲-۲   | آفریقای جنوبی | (گروه B) |
| ۱۴ ژوئن ۲۰۰۲ | کرهٔ جنوبی | ۰-۲   | لهستان        | (گروه D) |
| ۱۸ ژوئن ۲۰۰۲ | فرانسه    | ۰-۰   | اروگوئه       | (گروه A) |